# Премия ASCAP Авангард
Премия ASCAP Авангард — ежегодная премия Американского общества композиторов, авторов и издателей (ASCAP), присуждаемая авторам в знак признания их заслуг в развитии новых музыкальных жанров, которые формируют будущее музыки. Премия была впервые вручена Soul Asylum и Бьорк в 1996 году. Премия не присуждалась в 2012 году, а в 1996, 1997, 1998, 2007, 2008, 2010, 2011 и 2013 годах присуждалась нескольким музыкантам.

## Награждённые
- 2020 - Besu-Fikad Simmei
- 2019 - Билли Айлиш, Финнеас, Драко Роза
- 2018 - Visitante
- 2017 - Меган Трейнор[2], Vico C[3], Дуа Липа[4].
- 2016 — Walk the Moon
- 2015 — Сент-Винсент
- 2014 — Дэн Смит, Bastille (группа)
- 2013 — Кендриком Ламаром, Дипло
- 2011 — The Civil Wars, Band of Horses
- 2010 — Тайо Крус, Монэ, Жанель, The Killers
- 2009 — Сантиголд
- 2008 — Кейт Нэш, Black Guayaba, Сара Бареллис
- 2007 — Bat for Lashes, The All-American Rejects
- 2006 — Джозеф Артур
- 2005 — Arcade Fire
- 2004 — The Mars Volta
- 2003 — Джек Джонсон
- 2002 — The Strokes
- 2001 — Modest Mouse
- 2000 — Built To Spill
- 1999 — Beastie Boys
- 1998 — Девяти дюймовые гвозди (Nine Inch Nails), The Mighty Mighty Bosstones
- 1997 — Бек, The Presidents of the United States of America
- 1996 — Soul Asylum, Бьорк